# 리파르벨라
리파르벨라(Riparbella)는 이탈리아 토스카나주의 피사도에 위치한 코무네 (지방자치단체)이다. 피렌체에서 서쪽 약 70 킬로미터 (43 mi) 피사에서 동쪽 약 40 킬로미터 (25 mi) 거리에 있다.

## 주요 인물
- 가에타노 바르디니 (1926년–2017년) - 테너.[1]